# Vlasta Burian (dokument, 1958)
Střihový film Vlasta Burian je film z roku 1958, je v něm sestřháno šest filmů Vlasty Buriana s komentářem Františka Filipovského.

## Děj
Medailon o Vlastu Burianovi, s komentářem Františka Filipovského. Film je prolínán nejlepšími záběry z filmů: Lelíček ve službách Sherlocka Holmese, Funebrák, Anton Špelec, ostrostřelec, U snědeného krámu, Nezlobte dědečka a Katakomby.
Poznámka:  Druhý střihový film Vlasty Buriana. Film byl vytvořen ze stejného důvodu jako první.

## Obsazení
Vlasta Burian (role: sestřih nejlepších rolí z archívu)
František Filipovský (hlas – mluvená role)

## Autorský tým
- Námět, scénář a režie: Bohumil Brejcha
- Kamera: Jiří Šafář
- Výroba: Československý státní film

## Technické údaje
- Rok výroby: 1958
- Premiéra: 1958
- Zvuk: zvukový
- Barva: černobílý
- Druh filmu: střihový, dokument, komedie
- Země původu: Československo
- Jazyk: Český